# Баб (округ Нітра)
Баб (словац. Báb) — село, громада округу Нітра, Нітранський край. Кадастрова площа громади — 20.09 км².
Населення 1238 осіб (станом на 31 грудня 2024 року).

## Історія
Баб згадується 1156 року.

## Населення
| Рік:            | 1994. | 2004.   | 2014.    | 2024.    |
| --------------- | ----- | ------- | -------- | -------- |
| Кількість осіб: | 970   | 960     | 1093     | 1238     |
| Різниця:        |       | -1,03 % | +13,85 % | +13,26 % |

| Рік:            | 2023. | 2024.   |
| --------------- | ----- | ------- |
| Кількість осіб: | 1243  | 1238    |
| Різниця:        |       | -0,40 % |